# Případ Jamese Leiningera
James Leininger, údajná reinkarnace druhoválečného amerického pilota jménem James Huston, je patrně nejznámější a nejlépe zdokumentovaný případ domnělé reinkarnace v Západním světě. 
Tento případ byl vyšetřován Jimem B. Tuckerem z University of Virginia, ředitelem oddělení Division of Perceptual Studies, které se zabývá spontánními vzpomínkami na minulé životy, prožitky blízké smrti, „psi“ jevy a změněnými stavy vědomí.

## Vzpomínky naminulý život
U malých dětí se někdy objevují neobvyklé vzpomínky, které neodpovídají jejich životu, přičemž většinou obnášejí předčasnou a násilnou smrt, vzácně i posmrtný život. Časté je též odmítání rodičů a přání se vrátit na místo ze vzpomínek. Těmito případy se zabýval Ian Stevenson, který mimo jiné zjistil, že u velké části případů je možné na základně poskytnutých informací dohledat, o které osobě je řeč, a většinu informací potvrdit. Byl kritizován za to, že svůj výzkum prováděl v zemích s převažující vírou v reinkarnaci, což může vést ke zkreslení, konfabulaci, kryptoamnézii a vzniku falešných vzpomínek, především u případů domnělé reinkarnace do vlastní rodiny (kdy se do ní opět narodí například zemřelé dítě nebo prarodič). Podle Jima Tuckera, který se zaměřoval na případy z USA, se již ale lidé ze Západu nebojí mluvit o tom, když se to stane i jejich dětem, a kulturní vlivy už nepředstavují problém, neboť na západě převažující křesťanství i ateismus reinkarnaci vylučují. Křesťanství reinkarnaci odmítá, protože ji nelze zkombinovat s ideou vzkříšení mrtvých.
Stevenson též zkoumal možnou spojitost mezi zraněními (obvykle smrtelnými) z předchozího života a vrozenými vadami a mateřskými znaménky v současném (tento jev přirovnával k posttraumatické stresové poruše) či možnost přenosu znalosti jazyků (xenoglossy).

## James Leininger
James Leininger se narodil 10. dubna 1998 v San Franciscu do protestantské rodiny, jeho rodiče se jmenují Bruce a Andrea Leininger. Jeho neobvyklé chování začalo ve věku 22 měsíců, když ho otec vzal do leteckého muzea, kde Jamese zaujala především výstava letadel z druhé Světové války. O několik měsíců později se u Jamese rozvinul zvyk při hře s dětskými letadly vykřikovat „airplane crash on fire“ (Hořící letadlo havaruje) a mlátit s nimi do stolu, stále dokola. Navíc se objevily i opakující se noční můry (několikrát do týdne), ze kterých James křičel „Airplane crash on fire, little man can't get out“ (Hořící letadlo havaruje, malý muž se nemůže dostat ven) a ve spánku se zmítal. Tyto problémy nějakou dobu pokračovaly. James také začal vyprávět o dalších věcech, například že ho sestřelili Japonci, že létal na letounu typu Corsair a že vzlétával z lodě Natoma. Nesdělil své celé jméno, pouze „James“, zmínil však jistého Jacka Larsena. Jeho otec si tedy začal tyto informace vyhledávat (podle jeho slov ve snaze dokázat, že si James vymýšlí), zjistil však například, že doopravdy existovala loď jménem Natoma Bay (eskortní letadlová loď). James nakonec sdělil, že byl sestřelen u Iwodžimy. Též vykazoval neobvyklé znalosti týkající se techniky druhoválečných letadel (například opravil svou matku, když si spletla přídavnou nádrž s bombou) a posedlost letadly obecně .
Jeho rodiče nakonec kontaktovali Carol Bowmanovou, která se podobnými vzpomínkami zabývala. Poradila jim, aby se nesnažili Jamese přesvědčit, že si vymýšlí, a naopak mu dali najevo, že mu věří, ale že to, co se mu stalo, už skončilo a nyní je v bezpečí (častý zdroj kritiky). Tento přístup vedl ke zmírnění jeho nočních můr.
Když se James naučil kreslit, měla většina jeho kreseb motiv leteckých bitev, podepisoval je jako „James 3“, což vysvětloval tím, že je „Třetí James“. Podepisoval se tak i po dovršení 4 let věku.
Jim B. Tucker se k případu dostal v roce 2002, poté, co bylo s rodiči Jamese natočeno Interview do programu Strange Mysteries v televizi ABC News (bylo odvysíláno až o 2 roky později). V té době se také začalo pátrat po Jacku Larsenovi, kterého James zmiňoval.O něm se Jamesův otec dozvěděl na sraze lidí, kteří sloužili na Natoma Bay, a zkontaktoval ho. Dozvěděl se od něj, že při bitvě o Iwodžimu zemřel jediný pilot z Natoma Bay, James M. Huston jr. (21 let).
Jamesovi rodiče dále tvrdili, že se jim podařilo se dostat do kontaktu s Hustonovou stále žijící sestrou a potvrdit tak mnoho informací, které James říkal o jeho rodinném životě, nicméně Tucker nebyl schopen tuto informaci potvrdit, neboť si Hustonova sestra už na několik let starý rozhovor příliš nepamatovala.
James také navštívil místo, kde Huston zahynul, což mu přineslo jistou katarzi a skončilo s jeho nočními můrami. Jeho vzpomínky také z většiny zmizely, byť v roce 2013 přiznal, že se občas ještě nějaká objeví . Jamesův další vývoj pokračoval normálně.

## Získané informace a jejich porovnání s realitou
| Jamesův výrok či chování                        | Realita | Poznámka                                               |
| ----------------------------------------------- | --- | ------------------------------------------------------ |
| Létal na Corsairu                               | Huston byl součástí eskadry, která Corsairy testovala                                                                   | Huston většinou létal na Wildcatu, i v den, kdy zemřel |
| Vzlétával z lodě jménem Natoma                  | Huston vzlétával z letadlové lodi Natoma Bay                                                                            |                                                        |
| Byl tam Jack Larsen                             | Jack Larsen byl Hustonův kolega a letěl vedle něj, když ho sestřelili                                                   |                                                        |
| Sestřelen u Iwodžimy Japonci                    | Huston zahynul při bitvě o Iwodžimu, byť přesněji u blízkého ostrova Čičidžima, kam letěl po prvotním útoku na Iwodžimu |                                                        |
| Noční můry o smrti v hořících troskách letadla  | Hustonův Wildcat byl zasažen do motoru, vzplanul a zřítil se do vody                                                    |                                                        |
| Kresby podepisovány jako „James 3“              | James Huston junior byl pojmenován po otci, což by z Leiningera dělalo třetího Jamese                                   |                                                        |
| Corsairům se při přistání vyfukovaly pneumatiky | Doopravdy měly tento problém                                                                                            |                                                        |

## Vzpomínky z doby mezi smrtí a narozením
James sdělil pouze dvě věci, které se týkaly událostí mezi Hustonovou smrtí a jeho narozením. Tvrdil, že si své rodiče vybral, když je viděl v „Růžovém hotelu na Havaji“ (podle jeho rodičů se právě tam začali snažit o dítě, byť trvalo ještě několik měsíců, než Andrea otěhotněla). Druhou informaci sdělil po dotazu, proč několik svých figurek pojmenoval Billy, Walter a Leon. Tvrdil, že tito tři ho přivítali v nebi. Později bylo identifikováno několik kolegů Hustona, kteří zemřeli před ním, jmenovali se Leon Conner, Walter Devlin a Billie Peeler. 

## Kritika
Často je kritizován především přístup, který Jamesovým rodičům doporučila Carol Bowman, která tak učinila na základě zkušeností s podobnými případy a vlastním synem, který vykazoval podobné traumatické vzpomínky vojáka zabitého v Americké Občanské válce, které spustil zvuk ohňostroje. Uznat, že jeho vzpomínky jsou skutečné, by mohlo vést k utvrzení, že tomu tak skutečně je, i pokud by se jednalo o pouhé představy .
Dále je poukazováno na fakt, že Jamesovy problémy začaly po návštěvě leteckého muzea, zvláště výstavy zaměřené na Druhou Světovou válku. Podle kritiků mohl znalosti získat tam. Je však nepravděpodobné, že by podobná výstava mohla u kohokoliv spustit traumatizující noční můry o smrti v plamenech havarovaného letadla. Též je poukazováno na to, že muzeum má ve vlastnictví i letoun typu Corsair . Jim Tucker na tuto kritiku reagoval dotazem na muzeum, zda byl v dané době vystaven i Corsair. Bylo mu řečeno, že nebyl, neboť jediný exemplář byl nedávno předtím poškozen a sehnání náhrady trvalo několik let.
Možnost, že si James pouze vymýšlel a přesné informace jsou pouze náhoda, je nepravděpodobná, vzhledem k tomu, kolik jich bylo potvrzeno, či jaká byla intenzita jeho nočních můr. Jeho chování podle Tuckera odpovídalo dětem, které prožily opravdové trauma, ať už kompulzí traumatizující situaci stále opakovat ve hře, či nočními můrami.
Též není možné vyloučit možnost podvodu, neboť Jamesovi rodiče o celém příběhu napsali knihu (Soul Survivor: The Reincarnation of a World War II Fighter Pilot). Budování takového podvodu by ale trvalo dlouho, s nejistým výsledkem a rizikem odcizení od rodiny, přátel i cizinců (vzhledem k většinově negativnímu názoru na reinkarnace v USA). Tucker také poukázal na to, že riziko podvodu umenšuje doba, kterou zabralo vyšetřování případu, a počet lidí, kteří se na něm podíleli.

## Alternativní paranormální vysvětlení
I pro lidi věříci v reinkarnaci a v paranormálnost celého případu se nejedná o jasný důkaz reinkarnace. Mezi alternativní paranormální vysvětlení patří například možnost posednutí malého Jamese duchem Hustona či existence jakéhosi „myšlenkového svazku“, se kterými přišel Jürgen Keil ve snaze vysvětlit případy domnělé reinkarnace. V podstatě by se jednalo o jakýsi pozůstatek myšlenek a vzpomínek Hustona, který byl vypuštěn v okamžiku jeho smrti a nakonec se nějakým způsobem dostal do malého Jamese. Toto vysvětlení je však značně nepravděpodobné, už kvůli tomu, že James sděloval i vzpomínky z doby mezi životy . Podle Jima Tuckera je také například možné, že reinkarnace není běžným osudem zemřelých, a možnost se znovu narodit je poskytována jen určitým lidem, například těm, kteří zemřeli předčasně a násilnou smrtí (což by bylo jedno z možných vysvětlení, proč si většina dětí se spontánními vzpomínkami vybavuje násilnou smrt).